# Recent Songs
Recent Songs — шостий студійний альбом канадського автора та виконавця пісень Леонарда Коена, представлений 27 вересня 1979 року на лейблі Columbia Records.
Платівка стала повернення Коена до акустичної фольк музики після експериментів у попередній роботі Death of a Ladies' Man, проте із певним впливом джазу та східних мотивів.

## Про альбом
Після того, як попередня робота Коена Death of a Ladies' Man отримала найгірші в його кар'єрі огляди, музикант вирішив наступну свою платівку продюсувати сам із допомогою Генрі Леві, який раніше постійно працював із Джоні Мітчеллом. У піснях цього альбому вперше можна почути скрипку, уд та інструменти маріачі.
Запис альбому проходив у A&M Studios (Голлівуд) навесні 1979 року.
Метафорична композиція «Ballad of the Absent Mare» базується на серії чань-буддистських віршів «Десять биків», а такі пісні як «Came So Far for Beauty», «The Traitor» і «The Smokey Life» повинні були вийти у альбомі Songs for Rebecca у 1975 році, проте були відкладені та дороблені і представлені у Recent Songs.

## Список композицій
| Сторона 1 | Сторона 1                | Сторона 1  |
| #         | Назва                    | Тривалість |
| --------- | ------------------------ | ---------- |
| 1.        | «The Guests»             | 6:40       |
| 2.        | «Humbled in Love»        | 5:15       |
| 3.        | «The Window»             | 5:56       |
| 4.        | «Came So Far for Beauty» | 4:04       |
| 5.        | «The Lost Canadian»      | 4:42       |

| Сторона 2 | Сторона 2                   | Сторона 2  |
| #         | Назва                       | Тривалість |
| --------- | --------------------------- | ---------- |
| 1.        | «The Traitor»               | 6:16       |
| 2.        | «Our Lady of Solitude»      | 3:13       |
| 3.        | «The Gypsy's Wife»          | 5:13       |
| 4.        | «The Smokey Life»           | 5:19       |
| 5.        | «Ballad of the Absent Mare» | 6:26       |

## Учасники запису
- Леонард Коен — вокал, акустична гітара
- Мітч Воткінс, Рікардо Гонсалес, Філіпе Перес — гітара
- Еверадо Сандовал — гітаррон
- Авраам Лаборіел, Роско Бек, Джон Міллер — бас
- Джон Ліссауер — клавішні, аранжування
- Гарт Гадсон — клавішні, акордеон
- Білл Гінн — електричне піаніно
- Ренді Вальдман — орган
- Стів Мідор — ударні
- Джон Білезікджян — уд
- Раффі Акопян, Агостін Сервантес, Армандо Кінтеро, Luiz Briseño, Міґель Сендовал — скрипка
- Пол Остермаєр — саксофон
- Едгар Лустгартен — віолончель
- Хосе Перес, Пабло Сандовал — труба
- Ерл Думлер — гобой
- Дженніфер Варнс, Джим Жільстрап, Юлія Вотерс, Максін Вотерс, Roger St. Kenerly, Stephanie Spruill — бек-вокал
- Жеремі Лаббок — аранжування струнних та духових інструментів
- Luiz Briseño — Marachi band conductor